# Hugo Vogel

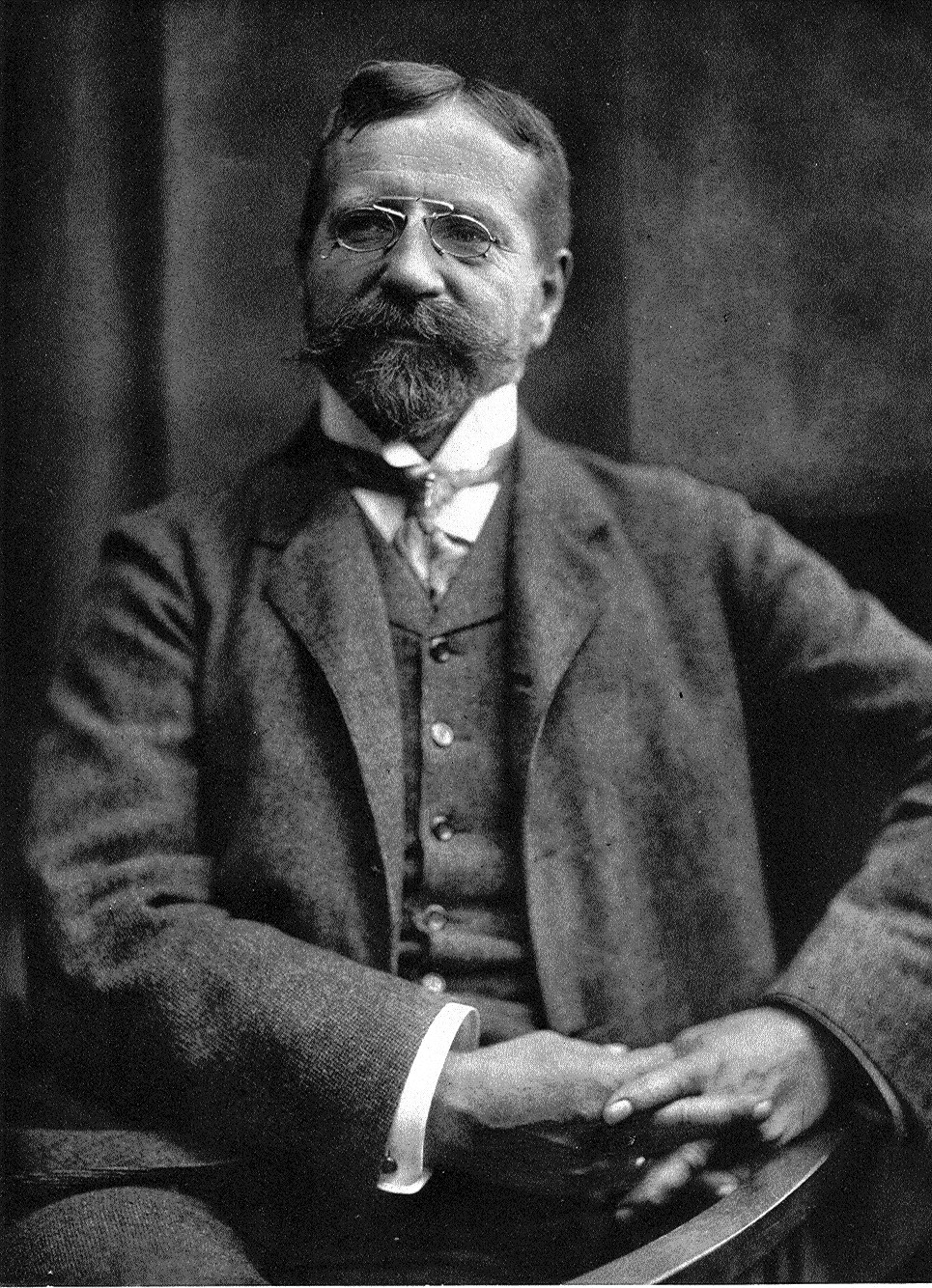
Hugo Vogel, 1905

Hugo Vogel (* 15. Februar 1855 in Magdeburg; † 26. September 1934 in Berlin) war ein deutscher Maler.

## Leben

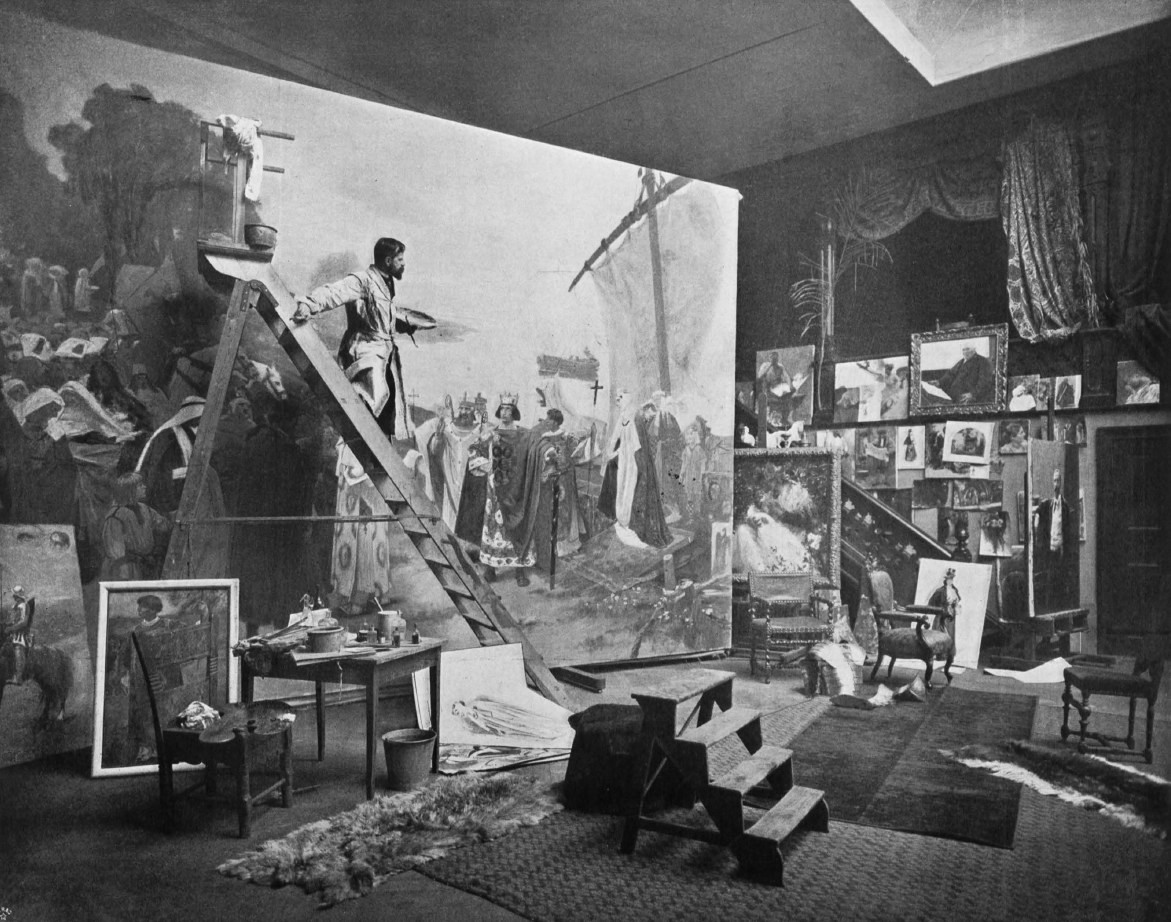
Vogel 1898 bei der Arbeit in seinem Atelier

Hugo Vogel war Sohn eines Kaufmanns und absolvierte zunächst die Realschule in Magdeburg, bevor er von 1874 bis 1880 an der Düsseldorfer Akademie studierte. Zu seinen Lehrern gehörten dort Wilhelm Sohn und Eduard von Gebhardt. 1883 beteiligte sich Vogel mit seinen Bildern Luther predigt während der Gefangenschaft auf der Wartburg, sowie Empfang der Refugies durch den Großen Kurfürsten im Potsdamer Schloss an einer Ausstellung der Berliner Akademie. Von 1880 bis 1886 gehörte er dem Düsseldorfer Künstlerverein Malkasten an.
Nach einem längeren Aufenthalt in Italien ging er 1886 nach Berlin. Er übernahm dort von 1887 eine Professur an der Berliner Akademie, die er durch die von Anton von Werner 1892 ausgelöste Munch-Affäre verlor. Daraufhin trat er der dem etablierten Kunstbetrieb entgegenstehenden Gruppe der Elf bei. Zudem war er ab 1888 Mitglied des Vereins Berliner Künstler. Zu seinen Schülern zählten unter anderem August von Brandis und Clara Siewert. 1893 ging Vogel nach Paris, um sich bei Jules Lefebvre fortzubilden. Er unternahm dann ausgedehnte Studienreisen, die ihn nach Spanien, in das nördliche Afrika, Italien, Belgien und in die Niederlande führten. 1900 erhielt er auf der Großen Berliner Kunstausstellung eine große Goldmedaille.
Vogel schuf viele große Fresken mit überwiegend geschichtlichen Themen, so in den Rathäusern von Berlin und Hamburg und im Ständehaus in Merseburg. Sein Merseburger Reiter-Fresko Der deutsche Michael wurde 1902 zum Gegenstand einer Plagiatsdebatte, als die Zeitschrift Der Kunstwart Vogel nachwies, dass er dafür kurzerhand ein französisches Reiterstandbild (Paul Dubois: Johanna von Orléans) abgemalt hatte.
Während des Ersten Weltkrieges begleitete er Paul von Hindenburg von 1915 bis 1917 als dessen Porträtmaler an der Front.

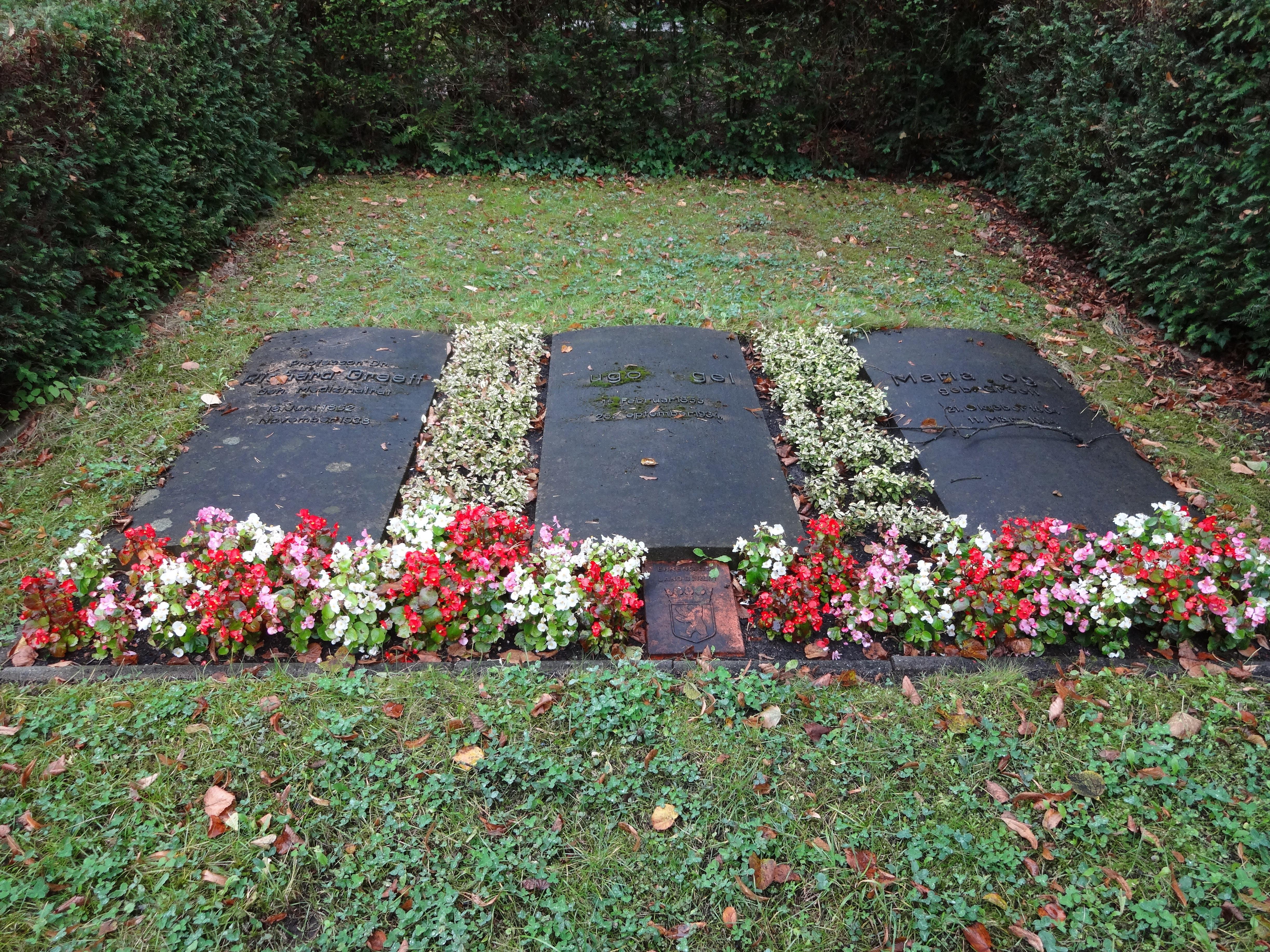
Grabstätte

Vogel wohnte später in der Colonie Alsen. Er wurde in einem Ehrengrab auf dem Friedhof Wannsee, Lindenstraße in der Abt. A.T.-62 beigesetzt.
Die Stadt Magdeburg benannte ihm zu Ehren eine Straße (Hugo-Vogel-Straße). Auch in Berlin-Wannsee sowie in Merseburg ist eine Straße nach ihm benannt. In letztgenannter Stadt übernahm er in seinem letzten Lebensjahr den Auftrag, Bilder für den Stadtverordnetensaal von Adolf Hitler und Paul von Hindenburg zu malen, die im November 1933 fertig sein sollten.
Am 27. August 2017 wurde eine Folge der Sendung Lieb & Teuer des NDR ausgestrahlt, die von Janin Ullmann moderiert wurde. Darin wurde mit dem Kurator der Hamburger Kunsthalle Daniel Koep Hugo Vogels Ölgemälde Faun von 1907 besprochen sowie die Wandgemälde im Festsaal des Hamburger Rathauses.

## Werke

### Bilder (Auswahl)
- Luther predigt während der Gefangenschaft auf der Wartburg
- Empfang der Refugies durch den Großen Kurfürsten im Potsdamer Schloss
- Kaufmann Burchardt, 1897
- Wandgemälde im Hamburger Rathaus, insbesondere monumentale Ausgestaltung im Großen Festsaal (1902–1909) und Porträt des gesamten Senates bei Einzug in das neue Rathaus 1897 (1900–1904. 4,70 × 2,90 Meter) im Bürgermeistersaal.
- Ankunft Kaiser Otto des Großen und seiner Gemahlin vor Magdeburg, Wandgemälde, 1897/1899, Merseburger Ständehaus
- Otto Hubbe, 1906, Ölgemälde, Industrie- und Handelskammer Magdeburg
- Rudolf Genée, 1914, Porträt, Berlin (verschollen)
- General Sixt von Armin, 1920, Ölgemälde, Kunsthistorisches Museum Magdeburg
- Rudolf Virchow, Ölgemälde, Berlin
- Bildnis Frau Professor Vogel, Große Berliner Kunstausstellung im Kunstpalast Düsseldorf, 1918[5]

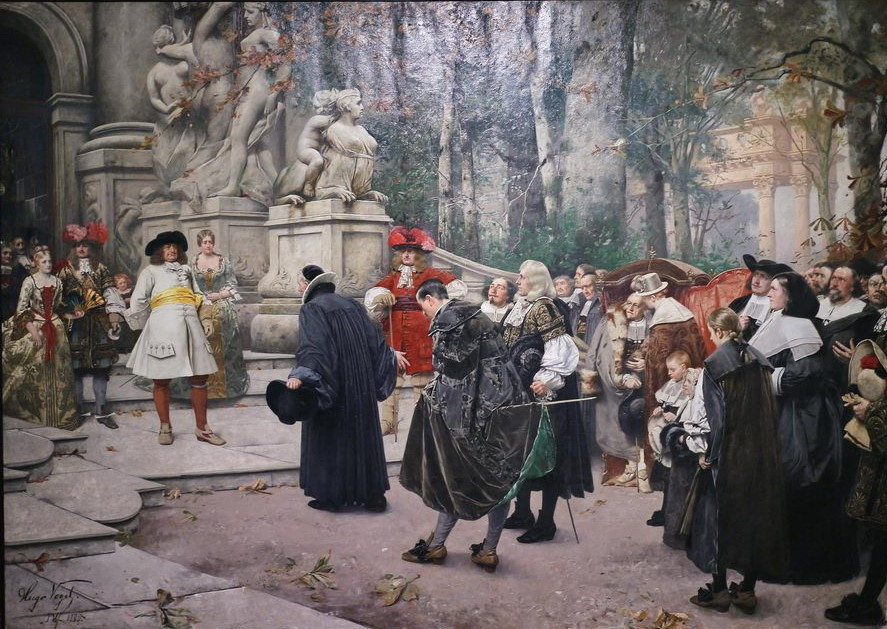
Empfang der Refugies (Hugenotten) durch den Großen Kurfürsten
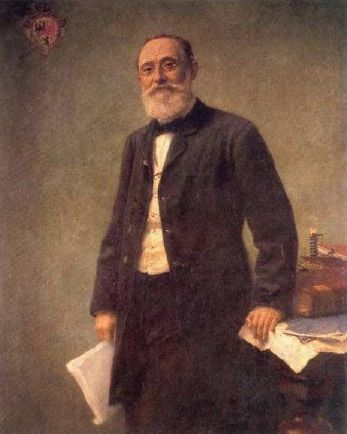
Rudolf Virchow
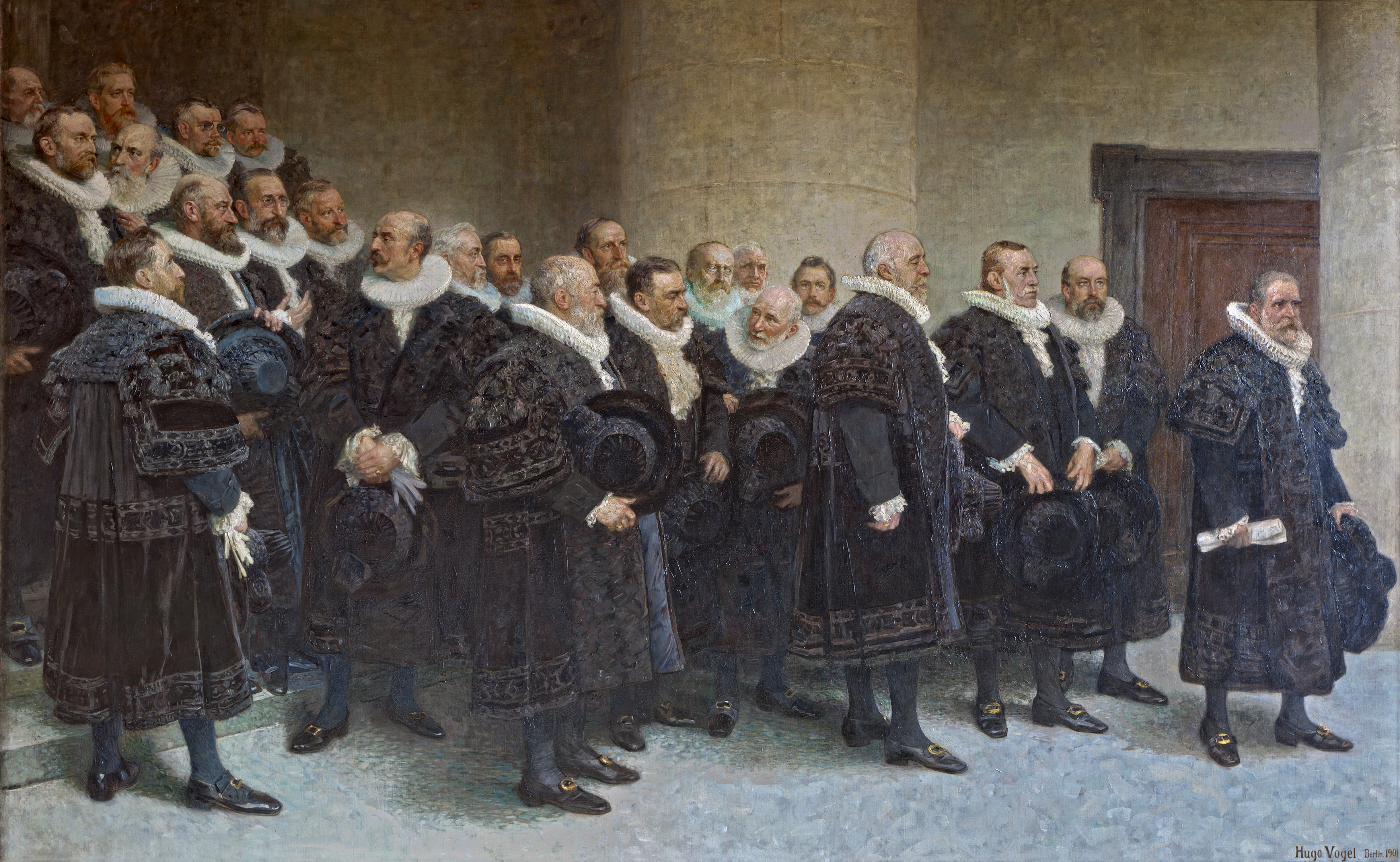
Hamburger Senat 1897 beim Einzug in das Rathaus. Monumentales Ölgemälde, 1901/1904
Faun, Gemälde, 1907
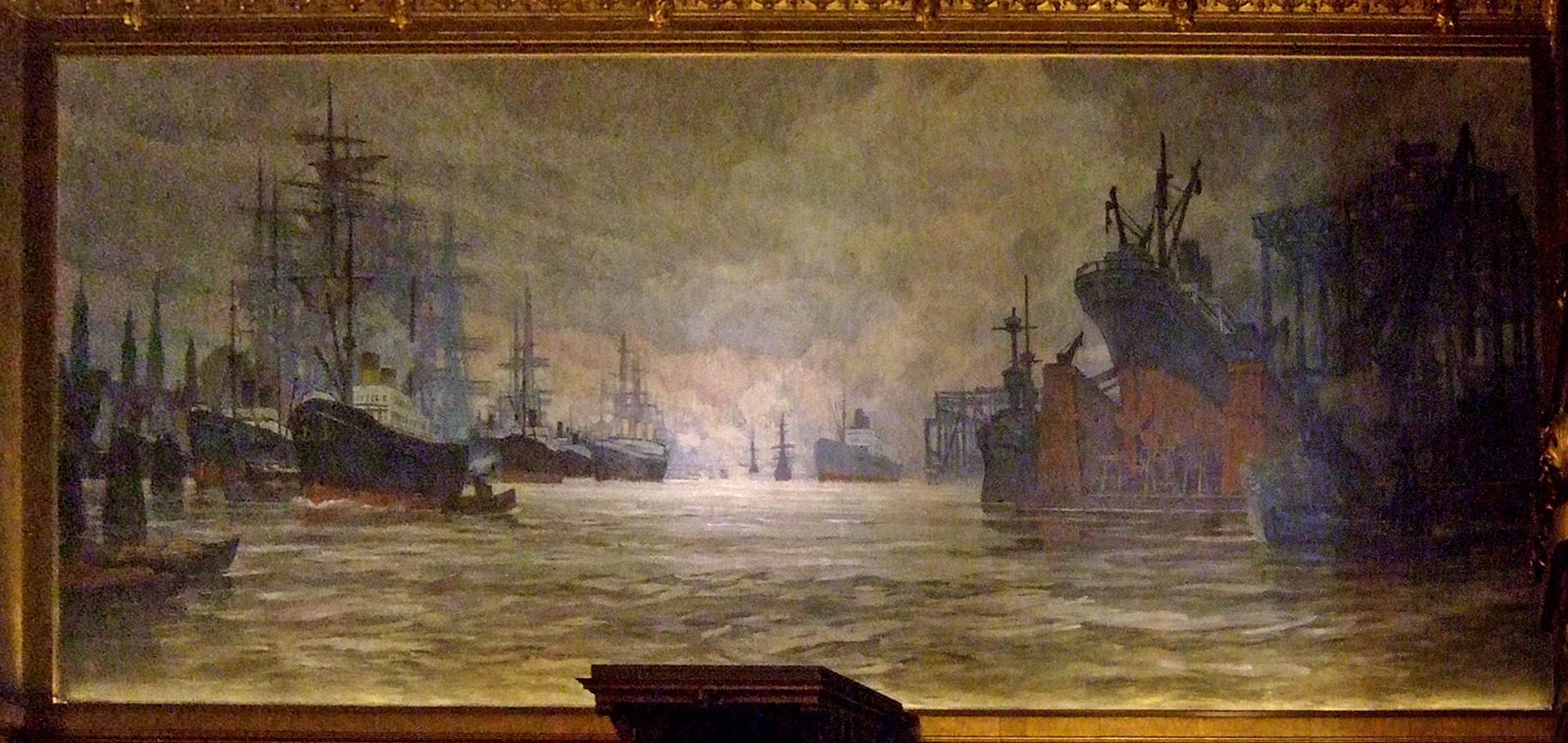
Hamburger Hafen. Wandgemälde im Hamburger Rathaus. 1901–1909
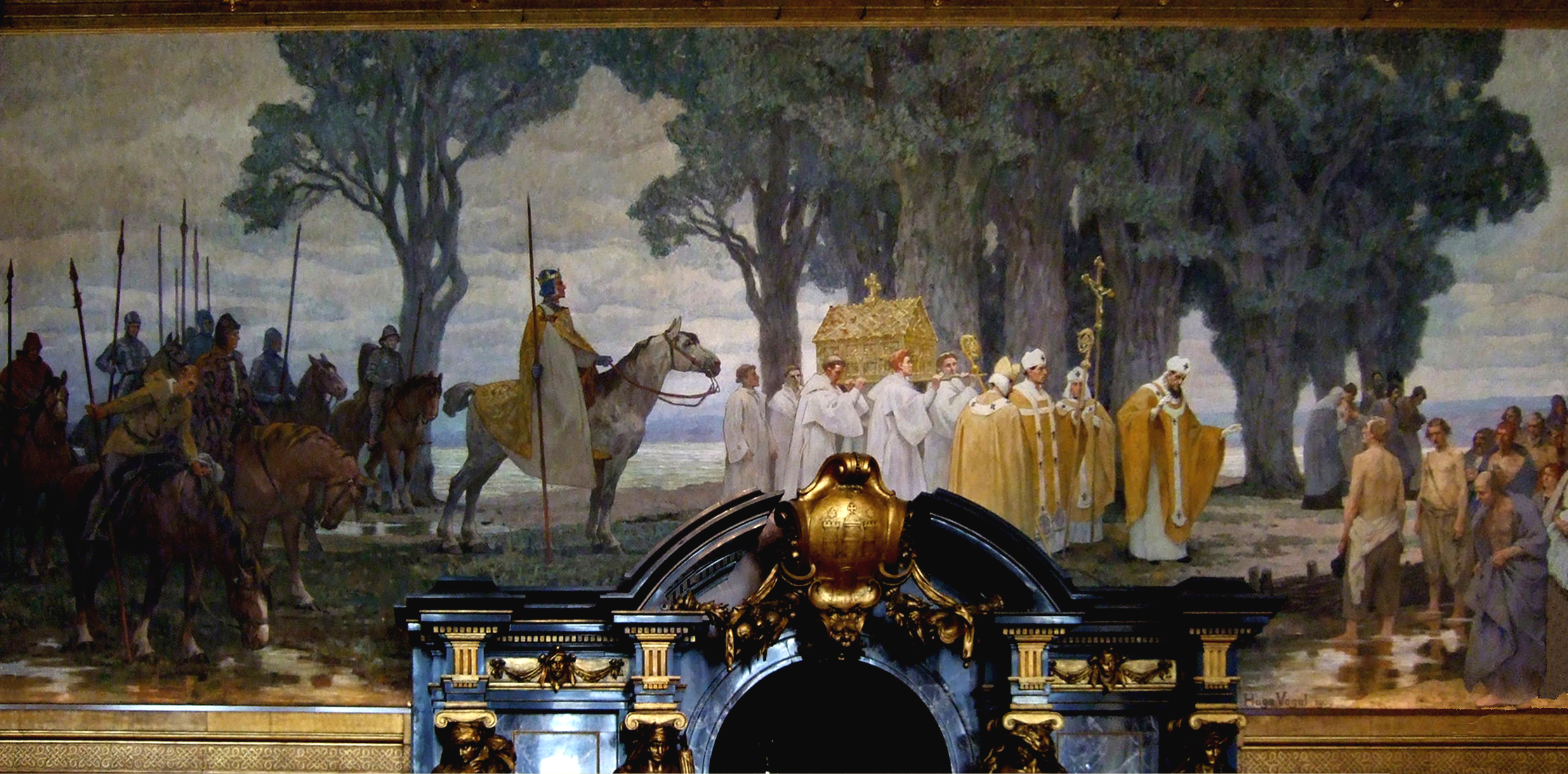
Wandgemälde im Festsaal des Hamburger Rathauses. 1901–1909
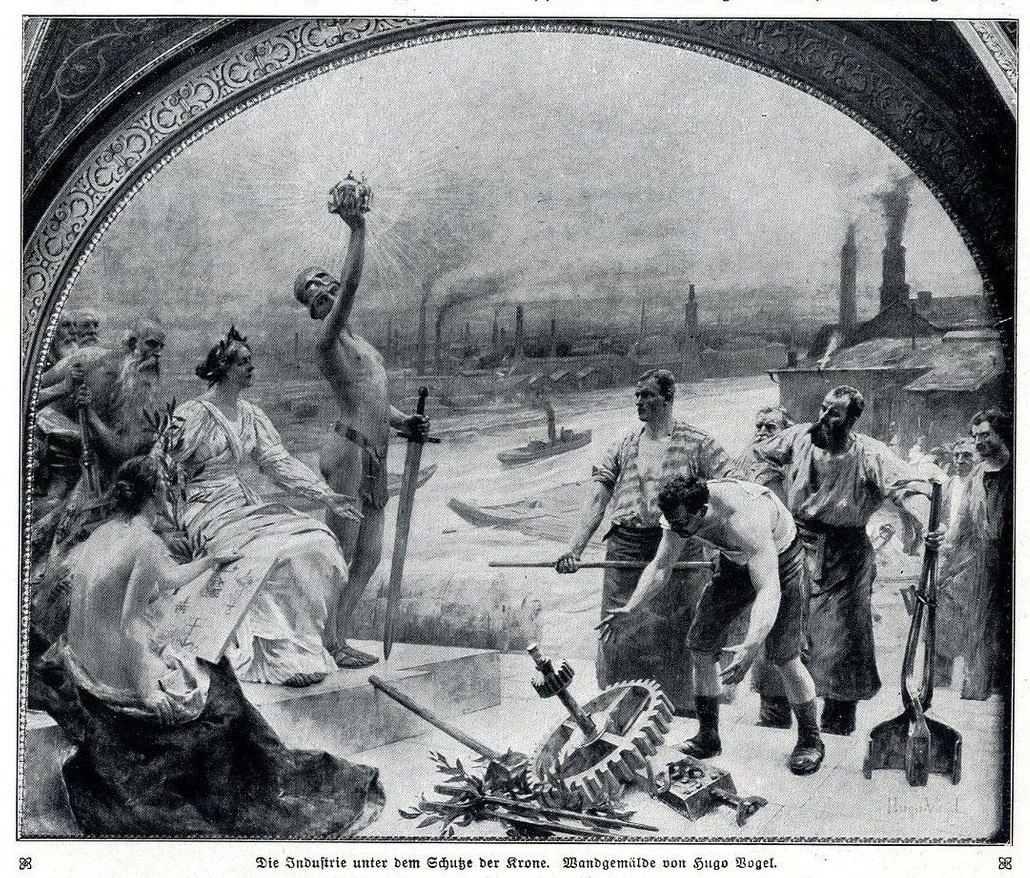
Die Industrie unter dem Schutz der Krone. (Wandbild, vermutlich zerstört)
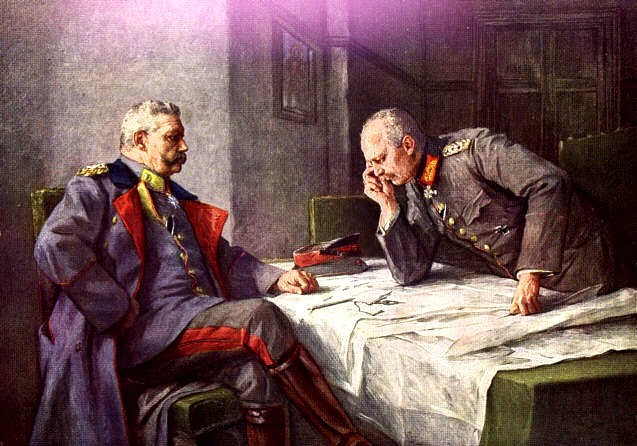
Paul von Hindenburg und Erich Ludendorff, 1915
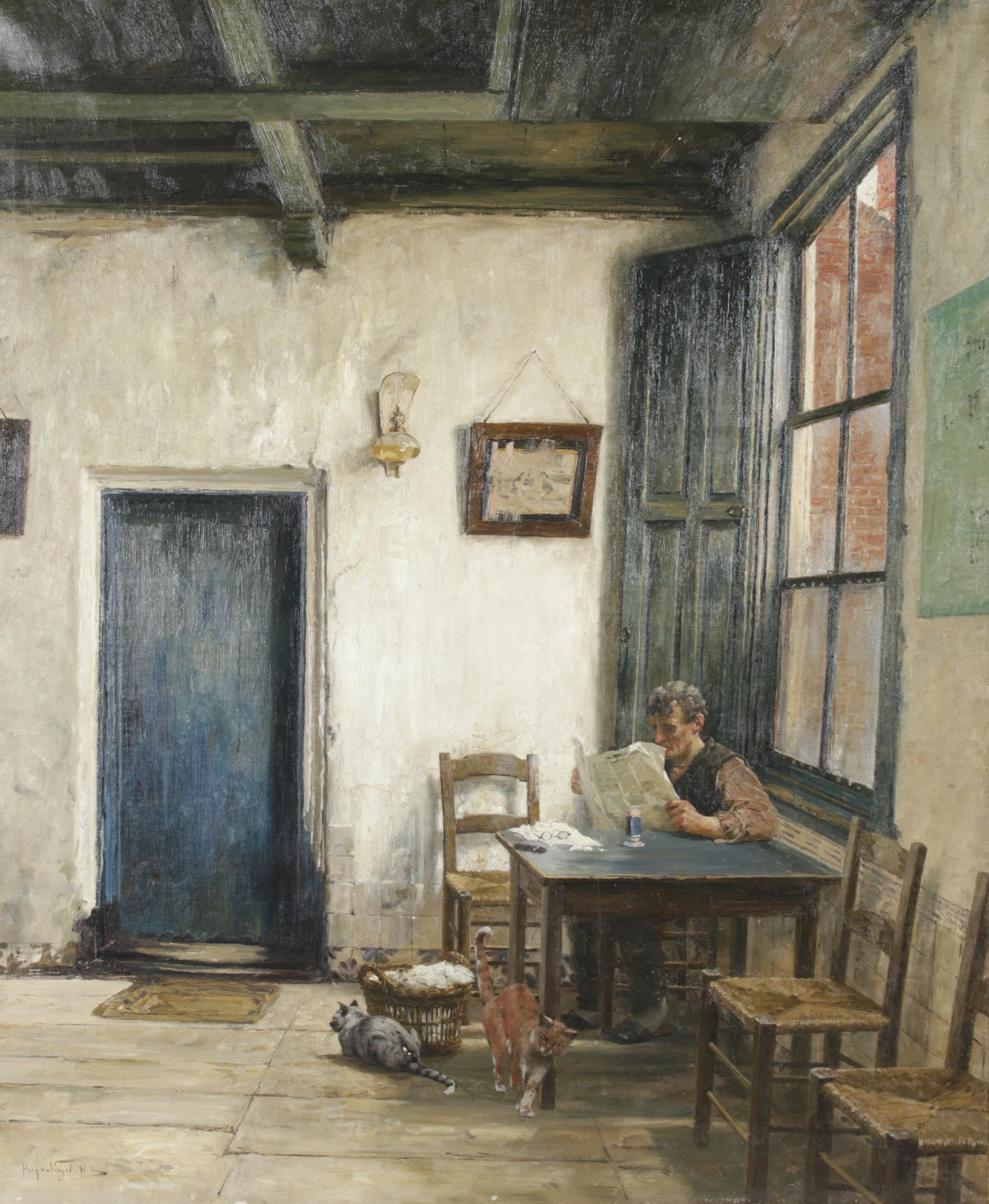
Hugo Vogel, Gemütliches Zeitungslesen im Wirtshaus, 1912

### Schriften
- Als ich Hindenburg malte. Ullstein, Berlin 1927 (Digitalisat).
- Erlebnisse und Gespräche mit Hindenburg, Erinnerungen, 1935